# Drosophila sulfurigaster
Drosophila sulfurigaster är en tvåvingeart som först beskrevs av Oswald Duda 1923.

## Taxonomi och släktskap
Drosophila sulfurigaster ingår i artgruppen Drosophila immigrans och artundergruppen Drosophila nasuta.

## Utbredning
Artens utbredningsområde är Nya Guinea.